# Julie Dash
Pour les articles homonymes, voir Dash.
Julie Dash née le 22 octobre 1952 à Long Island City, New York (États-Unis) est une monteuse, productrice, réalisatrice et scénariste africaine-américaine. Elle est associée au mouvement artistique L.A. Rebellion. Son film Daughters of the Dust est le premier long métrage d'une réalisatrice afro-américaine.

## Biographie
Julie  Dash est née le 22 octobre 1952 dans le Queens, New York. Elle étudie en 1969 au Studio Museum de Harlem. Elle étudie la psychologie jusqu'à ce qu'elle soit acceptée à l'école de cinéma du Centre Leonard Davis pour les arts de la scène des City Colleges de New York. En 1974, elle obtient une licence en production cinématographique. En tant qu'étudiante, Julie Dash écrit le scénario d'un documentaire pour la New York Urban Coalition, intitulé Working Models of Success.
Son diplôme obtenu au City Colleges de New York, elle  déménage à Los Angeles pour deux ans d'études supplémentaires au Conservatoire AFI en production et écriture,. Elle rencontre les réalisateurs tels que Jan Kadar, William Friedkin et Slavko Vorkapich. Elle s'inscrit à la UCLA Film School et  devient l'une des cinéastes africains et africains-américains de la nouvelle génération L.A. Rebellion,. 
En 1975, elle produit Four Women, un court métrage sur la danse basé sur une chanson de Nina Simone. Quatre femmes sont représentées (toutes jouées par la danseuse Linda Martina Young) : Sarah la tante, Saffronia une esclave, Sweet Thing une métisse, Peaches une prostituée. Ce sont des représentations de femmes noires surmontant les différences formes d'oppression raciales et sexuelles. En 1976, elle dirige Working Models of Success  qui remporte une médaille d'or au cinéma au Festival international du film de Miami, 1978. En 1977, elle réalise Diary of an African Nun. Présenté à la Los Angeles Film Exposition, il a remporté le prix du réalisateur pour un film étudiant.

## Carrière cinématographique
Pendant ses études de cinéma, Julie Dash a été influencé par le cinéma d'avant-garde, latino-américain, africain et russe. Dans une interview accordée à Village Voice en 1991, Julie Dash déclare : « J'ai cessé de faire des documentaires après avoir découvert Toni Morrison, Toni Cade Bambara et Alice Walker . Je me demandais pourquoi nous ne pouvions pas voir de tels films? J'ai réalisé que je devais apprendre à faire des films narratifs. ». Inspirée par les romans de ces femmes autrices noires, elle décide de réaliser des films dramatiques.
En 1982, elle écrit et réalisé le court métrage Illusions (34 minutes), qui explore la discrimination raciale et sexuelle à Hollywood et dans la société américaine. Sorti en 1982, c'est le premier film remarqué par le public. Se déroulant en 1942 dans les studios nationaux fictifs, elle suit le parcours de deux femmes  Mignon Duprée et Ester Jeeter. Mignon Duprée, est une dirigeante noire, elle se fait passer pour blanche pour obtenir son poste. Ester Jeeter, une chanteuse noire qui fait entendre sa voix dans des comédies musicales pour une star blanche de Hollywood. Le film explore le dilemme de Mignon Duprée, la lutte d'Ester Jeeter pour obtenir des rôles d'actrice et de chanteuse plutôt que d'être la doublure, et les utilisations du cinéma en temps de guerre: trois illusions en conflit avec la réalité.
Illusions a reçu le prix de la Black American Cinema Society en 1985 et le prix du jury de la Black Filmmaker Foundation en 1989 en tant que meilleur film de la décennie. Kevin Thomas du LA Times a décrit ce film comme "une critique saisissante du pouvoir des films de façonner la perception", tout en explorant les illusions créées par Hollywood, ainsi que l’illusion de l’identité raciale . Le succès de ce film et d'autres courts métrages a permis à Julie Dash de passer aux longs métrages,.
En 1975, Julie Dash commence à travailler sur une histoire inspirée par la famille de son père, Gullah, et par l'immigration des îles Sea, en Géorgie. Cela devient le scénario de Daughters of the Dust, produit en 1988. L'action se déroule en 1902 et porte sur trois générations de femmes Gullah de la famille Peazant sur l' île de Sainte-Hélène, au large des côtes de la Géorgie et de la Caroline du Sud. Innovant avec son utilisation du dialogue Gullah et des histoires entrelacées à prédominance féminine, le film se concentre sur les histoires historiques et matriarcales ainsi que sur l'histoire d'anciens esclaves qui se sont installés sur l'île et y ont formé une communauté indépendante. Le scénario a été écrit dans le dialecte des habitants de l’île, sans sous-titres, ce qui a créé une expérience linguistique immersive,,. 
Lors de la réédition du film, Julie Dash explique : « Je… voulais faire un film si profondément enraciné dans la culture, si authentique dans la culture que cela ressemblait à un film étranger ».
Daughters of the Dust est présenté au Festival de Sundance en 1991. Le film remporte un prix de la cinématographie. Il est le premier long métrage d'une femme africaine-américaine à être distribué aux États-Unis.
Le New York Times a qualifié Dash de "cinéaste d'une originalité frappante", soulignant que "malgré toutes ses dures allusions à l' esclavage et à la dureté, le film est une méditation prolongée et follement lyrique sur le pouvoir de l'iconographie culturelle africaine et la résilience spirituelle des générations des femmes qui ont été ses gardiens ".
Malgré les critiques élogieuses, Julie Dash n’obtient pas le financement nécessaire pour réaliser un autre long métrage, avant de passer à la télévision. Daughters of the Dust est salué pendant plus de deux décennies. En 2004, le film est sélectionné par la Bibliothèque du Congrès pour être conservée dans le registre national du film des États-Unis, en raison de son importance « culturelle, historique ou esthétique ». En 2016, le film est réédité et resort en salle. 
Julie Dash réalise des vidéos pour des musiciens tels que Raphael Saadiq avec Tony, Toni, Tone, Keb'Mo, Peabo Bryson, Adriana Evans et Sweet Honey in the Rock . Sa vidéo pour Give Me One Reason de Tracy Chapman est nommée pour la meilleure chanteuse de MTV en 1996 .
En 1997, Dash écrit et réalise un épisode de Women: Stories of Passion pour le réseau câblé Showtime, ainsi que Sax Cantor Riff, l’une des histoires de Subway: Histoires souterraines de HBO pour les producteurs Jonathan Demme et Rosie Perez. Julie Dash réalise le film de télévision drôle Saint - Valentin en 1999. Julie Dash écrit les scénarios et réalisé les téléfilms Incognito (1999), un thriller romantique réalisé par BET Arabesque Films; et Love Song (2000), un film de MTV mettant en vedette la chanteuse Monica primée aux Grammy Awards.
L'actrice et productrice exécutive Angela Bassett demande à Julie Dash de réaliser le film biographique de CBS, The Rosa Parks Story, en 2002. Le film suit Rosa Parks et son mari Raymond ( Peter Francis James ) et leur prise de conscience sur les questions de ségrégation, les lois Jim Crow et le statut de deuxième classe dans l’ Alabama des années 1950, ce qui conduit Rosa Parks à refuser de céder son siège dans un bus de la ville et au boycott des bus de Montgomery. Rosa Parks Story remporte plusieurs prix, notamment le NAACP Image Award du meilleur film télévisé. Julie  Dash est nommée pour la réalisation exceptionnelle lors de la 55e cérémonie annuelle des Directors Guild Awards - la première femme afro-américaine nommée dans la catégorie " Primetime Movies Made for Television". 
En 2004, Julie Dash réalise Brothers of the Borderland, une œuvre commandée par le National Underground Railroad Freedom Centre. Raconté par Oprah Winfrey, le film présente le personnage d’Alice, une esclave en fuite qui emprunte  les routes du chemin de fer clandestin  pour échapper à sa condition d'esclave. Le film est projeté dans le théâtre Harriet Tubman, du nom de la femme esclave en fuite qui a aidé beaucoup d'autres à s'échapper vers la liberté .
Julie Dash rejoint la liste des réalisatrices travaillant sur la deuxième saison de Queen Sugar d' Ava DuVernay sur le réseau OWN en 2017 .
Au Festival du film de Sundance en 2019, il a été annoncé que le prochain projet de Julie Dash serait un biopic sur la figure de la défense des droits civils, Angela Davis, qui serait produit par Lionsgate.

## Publications
- Daughters of the Dust: The Making of an African American Woman's Film, co-écrit avec Toni Cade Bambara et les bell hooks. The New Press, 1992  (ISBN 1565840305)
- Daughters of the Dust: A Novel, une suite se déroulant 20 ans après le passage exploré dans le film. Amelia, une jeune étudiante en anthropologie qui a grandi à Harlem, se rend à Dawtah Island pour rencontrer les parents de sa mère et en apprendre davantage sur leur culture [39] Plume, 1999,  (ISBN 0452276071)

## Prix et distinctions
- Premier prix - Black American Cinema Society Award pour Illusions, 1985 [16]
- Le prix d’excellence en Festival du film de Sundance  pour Daughters of the Dust ; nommé pour le grand prix du jury, 1991 [40]
- Prix Candace, National Coalition of 100 Black Women, 1992[41], 1992 [42]
- NAACP Image Award, Meilleur film de télévision pour The Rosa Parks Story ; Meilleure actrice de téléfilms pour Angela Bassett, 2002 [32]
- Family Television Award, films et mini-séries pour The Rosa Parks Story, 2002 [43]
- 55e Annual Directors Guild Awards - en nomination pour une réalisation exceptionnelle dans The Rosa Parks Story (première femme afro-américaine nommée dans la catégorie "Films primetime faits pour la télévision"), 2002 [44],[11]
- Black Reel Awards : Actrice de télévision exceptionnelle - Angela Bassett ; Actrice de télévision exceptionnelle - Cicely Tyson ; Scénario de télévision exceptionnel, original ou adapté - Paris Qualles; Film de télévision exceptionnel pour Rosa Parks Story, 2003 [45]
- New York Christopher Award pour l' histoire de Rosa Parks, 2003 [46]
- Prix d'excellence en cinématographie pour Daughters of the Dust, 15e festival de films africains de Cascade, Portland, Oregon, 2005
- New York Film Critics Special Award, 2017 [47]
- Robert Smalls Merit and Achievement Award, 2017[48]
- Women of Vision Award, 2017[49]
- Membre honoraire élue d'Alpha Kappa Alpha Sorority[50]

## Filmographie

### réalisatrice
- 1973 : Working Models of Success
- 1975 : Four Women
- 1977 : Diary of an African Nun
- 1982 : Illusions
- 1991 : Daughters of the Dust
- 1991 : Praise House
- 1997 : SUBWAYStories: Tales from the Underground (en) (TV)
- 1999 : Funny Valentines (TV)
- 1999 : Incognito (TV)
- 2000 : Love Song (en) (TV)
- 2002 : The Rosa Parks Story (TV)
- 2004 : Brothers of the Borderland

### scénariste
- 1982 : Illusions
- 1991 : Daughters of the Dust
- 1997 : SUBWAYStories: Tales from the Underground (en) (TV)

### monteuse
- 1975 : Four Women
- 1977 : Diary of an African Nun
- 1982 : Illusions

### productrice
- 1982 : Illusions
- 1991 : Daughters of the Dust